# Cycas dolichophylla
Cycas dolichophylla es una especie de Cycadopsida del género Cycas, de la familia Cycadaceae, del orden Cycadales.

## Distribución
Cycas dolichophylla se distribuye por China (Guangxi, Yunnan), Laos y Vietnam (Bac Kan, Cao Bang, Ha Giang, Hoa Binh, Lai Chau, Lao Cai, Ninh Binh, Son La, Thai Nguyen, Thanh Hoa, Tuyen Quang).

## Taxonomía
Fue descrita científicamente por K.D.Hill, T.H.Nguyên & P.K.Lôc. Fue publicado por primera vez en K.D.Hill, T.H.Nguyên & P.K.Lôc. In: Bot. Rev. (Lancaster) 70(2): 157-160, fig. 7. (2004).